# Sankt Margareten im Rosental
Sankt Margareten im Rosental, amtlich St. Margareten im Rosental (slowenisch: Šmarjeta v Rožu), ist eine zweisprachige Gemeinde mit 1088 Einwohnern (Stand 1. Jänner 2024) im Bezirk Klagenfurt-Land in Österreich, im Bundesland Kärnten.

## Geographie
Das Gemeindegebiet befindet sich im südöstlichen Rosental am Fuß des Hochobirs. Es wird im Norden von der Drau, im Osten vom Freibach und im Süden und Westen von den Ausläufern der Karawanken und dem Inzegraben begrenzt.

### Gemeindegliederung

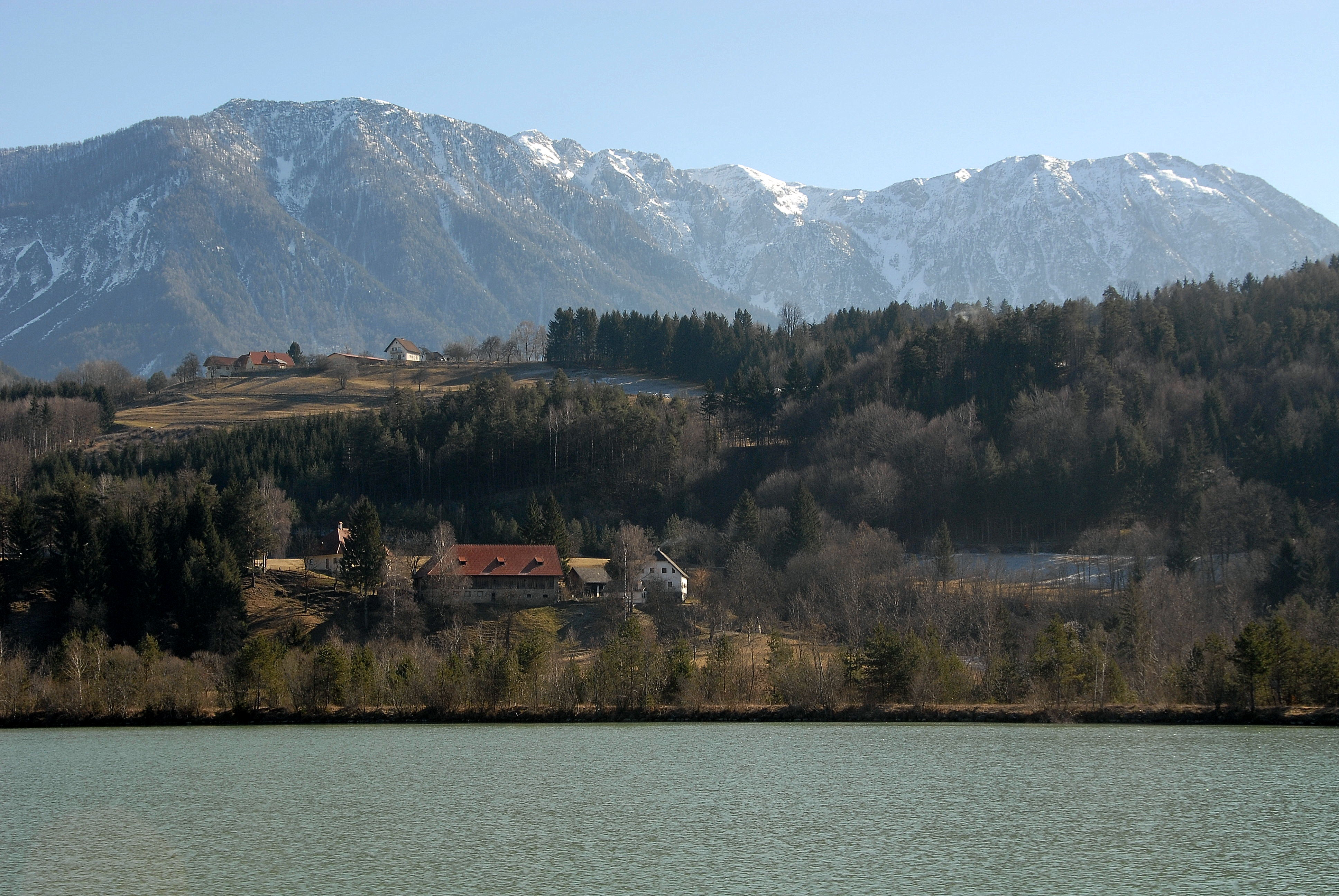
Draustausee, Trieblach, Kleinobir und Hochobir

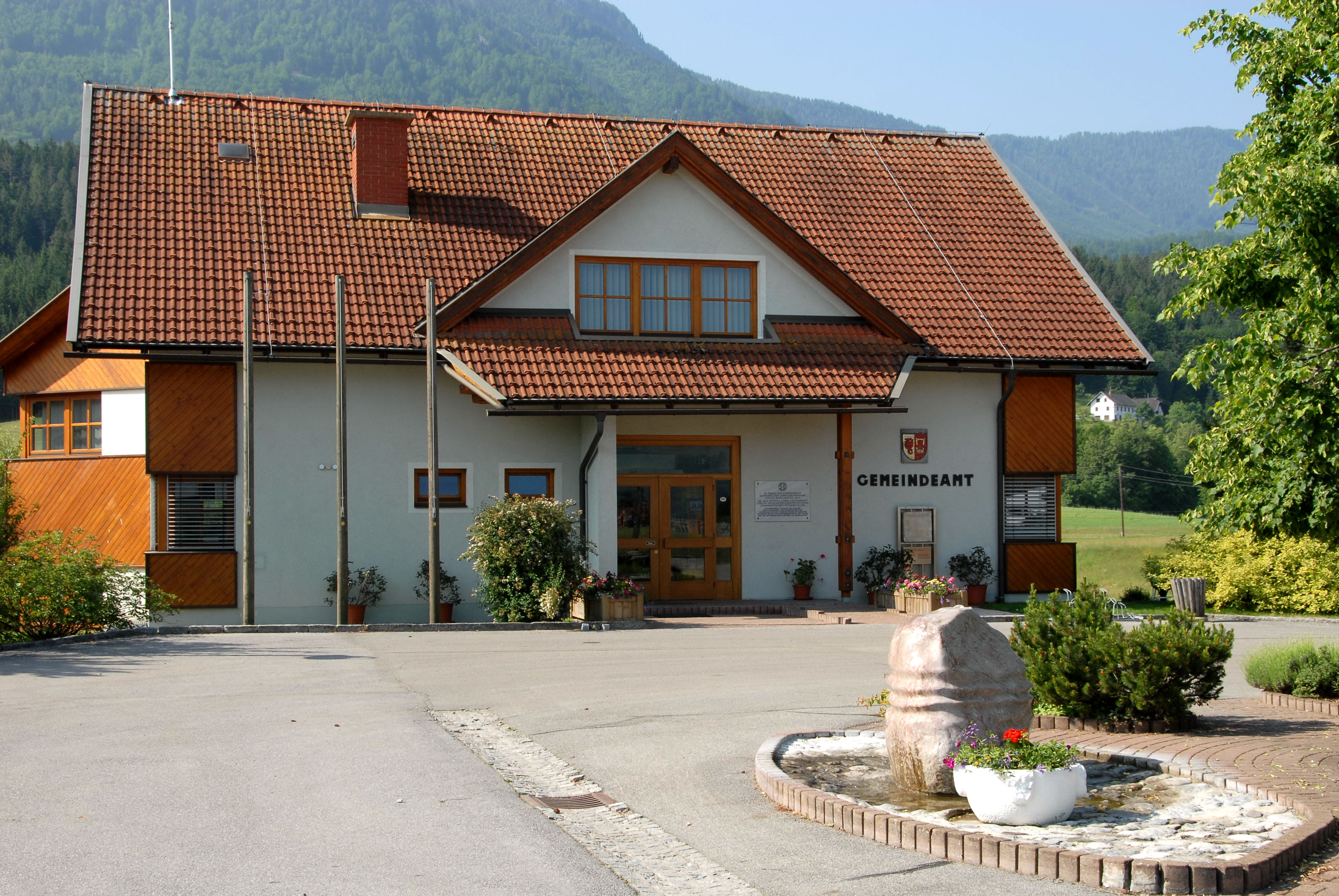
Gemeindeamt Sankt Margareten im Rosental

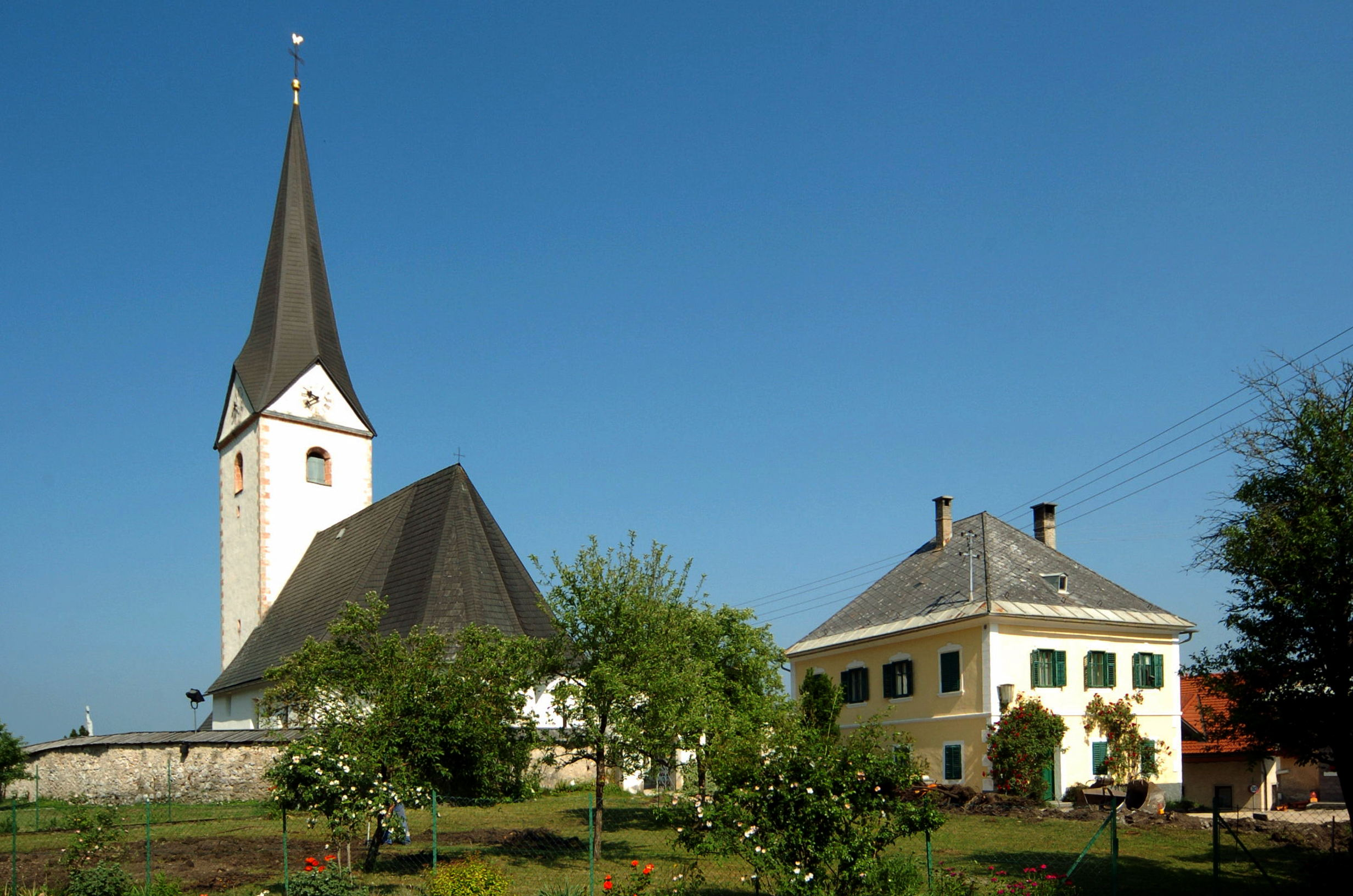
Pfarrkirche und Pfarramt Sankt Margareten im Rosental

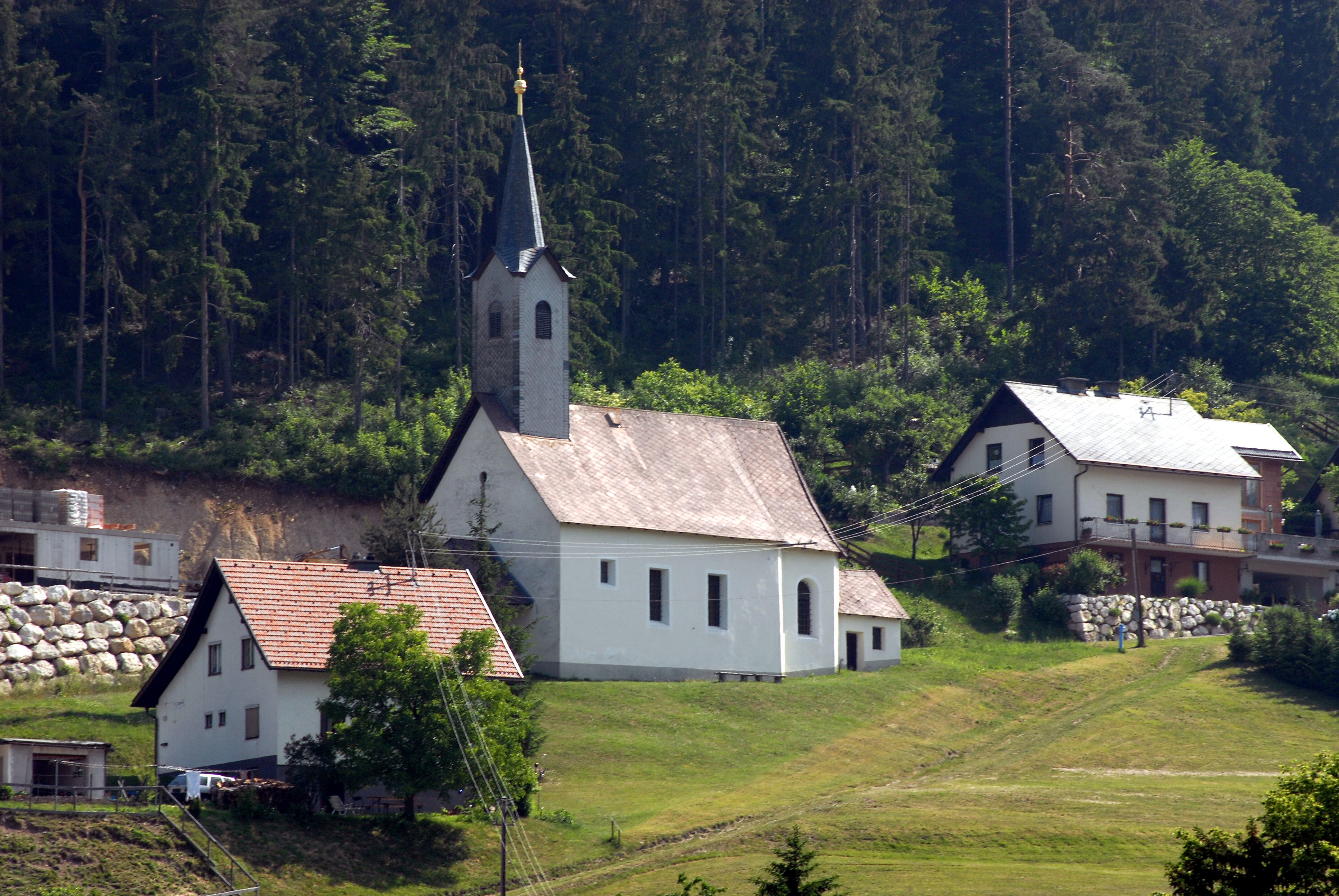
Kapelle in Oberdörfl

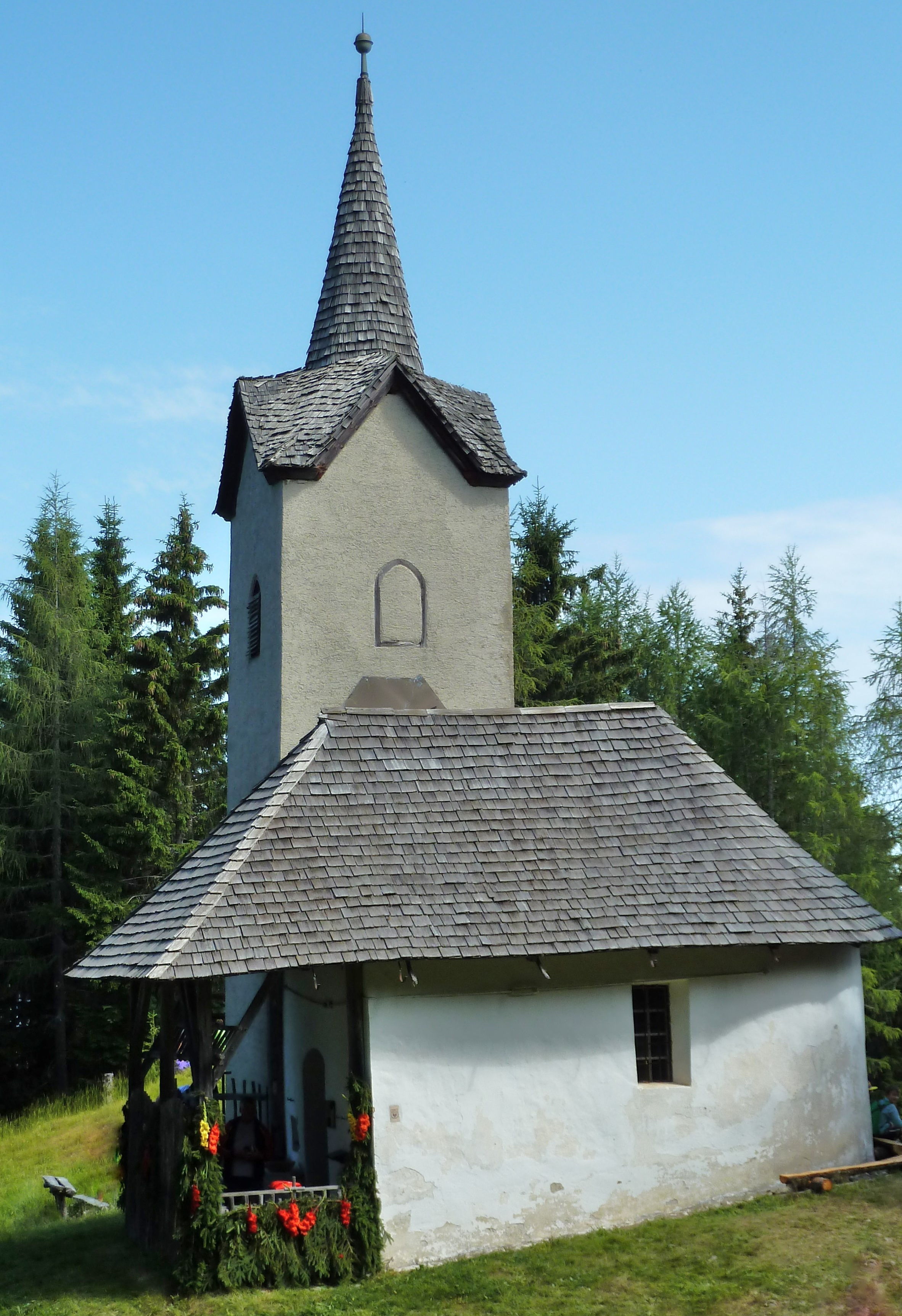
Die Annakapelle auf der Matzen

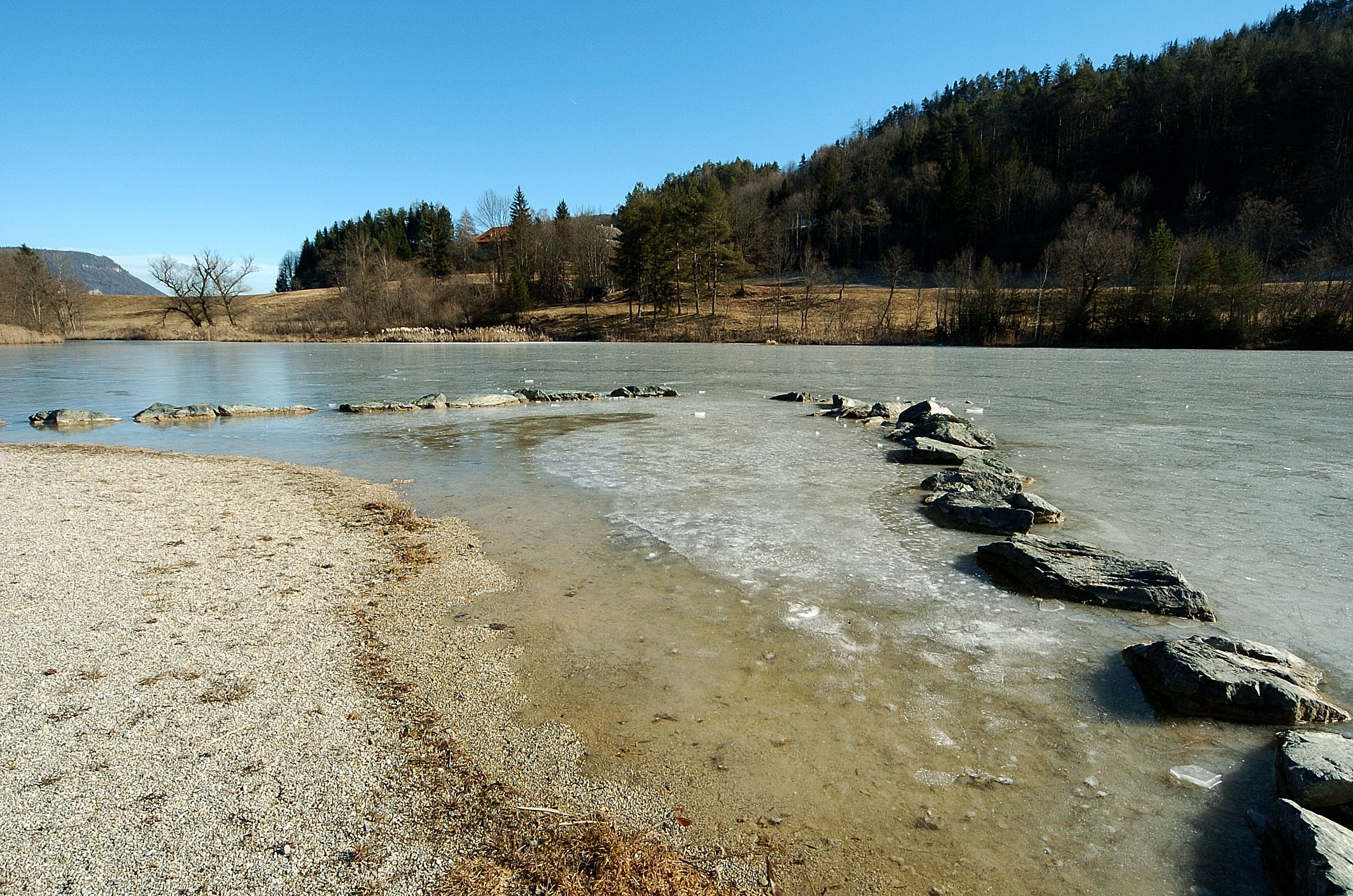
Auteich am Drau-Stausee bei Trieblach

Die Gemeinde Sankt Margareten im Rosental mit den Katastralgemeinden Gotschuchen (Kočuha), Niederdörfl (Dolnja vas) und St. Margareten (Šmarjeta) umfasst folgende 12 Ortschaften (Einwohnerzahl Stand 1. Jänner 2024):
- Dobrowa (Dobrava) (15)
- Dullach (Dole) (45)
- Gotschuchen (Kočuha) (211)
- Gupf (Vrh) (96)
- Hintergupf (Zavrh) (27)
- Homölisch (Hmelše) (6)
- Niederdörfl (Dolnja vas) (180)
- Oberdörfl (Gornja vas) (72)
- Sabosach (Zavoze) (45)
- St. Margareten im Rosental (Šmarjeta v Rožu) (265)
- Seel (Selo) (20)
- Trieblach (Trebljenje) (106)

### Nachbargemeinden
|         | Ebenthal                                    |           |
| Ferlach | Kompassrose, die auf Nachbargemeinden zeigt | Gallizien |
|         | Zell                                        | Zell      |

## Geschichte
Historisch gesehen wurde Sankt Margareten erst relativ spät besiedelt, erste planmäßige Besiedelungen des Rosentales setzten nach 1200 ein und wurden damals von den Herrschaften Hollenburg und Viktring gesteuert.
Nachdem im 16. Jahrhundert in den Karawanken Erzvorkommen entdeckt wurden, kam es in der Gegend um Sankt Margareten zu einer ersten wirtschaftlichen Blütezeit. Neben dem Erzabbau und der Landwirtschaft entwickelte sich auch das Fassbindergewerbe als dauerhafter Wirtschaftszweig in den Ortschaften der Gemeinde. Noch in den 1930er Jahren gab es etwa 30 Betriebe, heute sind allerdings nur noch zwei Fassbinderbetriebe tätig, die sich auf die Herstellung von Souvenierartikeln spezialisiert haben.
Aus dem Pfarrsprengel von St. Margareten mit den Katastralgemeinden Gotschuchen und St. Margareten und Niederdörfl bildete sich 1850 die heutige Ortsgemeinde. Sie wurde 1902 in „St. Margarethen im Rosenthale“ umbenannt, die heutige Schreibweise ist seit 1957 gültig. Das Gemeindegebiet hat sich in seinen Grenzen seit der Gemeindegründung nicht mehr wesentlich verändert.

## Bevölkerung
Nach der Volkszählung 2001 hat die Gemeinde St. Margareten im Rosental 1.133 Einwohner, davon sind 97,3 % österreichische und 1,2 % deutsche Staatsbürger. 12 % der Bevölkerung gehören der Volksgruppe der Kärntner Slowenen an.
Zur römisch-katholischen Kirche bekennen sich 94,3 % der Gemeindebevölkerung, zur evangelischen Kirche 2,3 %, ohne religiöses Bekenntnis sind 2,5 %.
Die katholische Pfarre wird zweisprachig, deutsch und slowenisch geführt.
St. Margarethen im Rosental zählt typologisch zur slowenischen Dialektgruppe des sogenannten Rosentaler Dialektes bzw. zu dessen östlichen Varietät des unteren Rosentals (Spodnji Rož). Kennzeichnend sind zahlreiche phonetische, morphologische und lexikalische Archaismen.
| Sankt Margareten im Rosental: Einwohnerzahlen von 1869 bis 2024 | Sankt Margareten im Rosental: Einwohnerzahlen von 1869 bis 2024 | Sankt Margareten im Rosental: Einwohnerzahlen von 1869 bis 2024 | Sankt Margareten im Rosental: Einwohnerzahlen von 1869 bis 2024 | Sankt Margareten im Rosental: Einwohnerzahlen von 1869 bis 2024 |
| --------------------------------------------------------------- | --------------------------------------------------------------- | --------------------------------------------------------------- | --------------------------------------------------------------- | --------------------------------------------------------------- |
| Jahr                                                            |                                                                 |                                                                 |                                                                 | Einwohner                                                       |
| 1869                                                            | 1869                                                            |                                                                 | 1.174                                                           | 1.174                                                           |
| 1880                                                            | 1880                                                            |                                                                 | 1.262                                                           | 1.262                                                           |
| 1890                                                            | 1890                                                            |                                                                 | 1.278                                                           | 1.278                                                           |
| 1900                                                            | 1900                                                            |                                                                 | 1.154                                                           | 1.154                                                           |
| 1910                                                            | 1910                                                            |                                                                 | 1.153                                                           | 1.153                                                           |
| 1923                                                            | 1923                                                            |                                                                 | 1.037                                                           | 1.037                                                           |
| 1934                                                            | 1934                                                            |                                                                 | 1.052                                                           | 1.052                                                           |
| 1939                                                            | 1939                                                            |                                                                 | 1.040                                                           | 1.040                                                           |
| 1951                                                            | 1951                                                            |                                                                 | 1.147                                                           | 1.147                                                           |
| 1961                                                            | 1961                                                            |                                                                 | 1.127                                                           | 1.127                                                           |
| 1971                                                            | 1971                                                            |                                                                 | 1.126                                                           | 1.126                                                           |
| 1981                                                            | 1981                                                            |                                                                 | 1.095                                                           | 1.095                                                           |
| 1991                                                            | 1991                                                            |                                                                 | 1.165                                                           | 1.165                                                           |
| 2001                                                            | 2001                                                            |                                                                 | 1.133                                                           | 1.133                                                           |
| 2011                                                            | 2011                                                            |                                                                 | 1.069                                                           | 1.069                                                           |
| 2021                                                            | 2021                                                            |                                                                 | 1.090                                                           | 1.090                                                           |
| 2024                                                            | 2024                                                            |                                                                 | 1.088                                                           | 1.088                                                           |
| Quelle(n): Statistik Austria, Gebietsstand 1.1.2021             |                                                                 |                                                                 |                                                                 |                                                                 |

## Kultur und Sehenswürdigkeiten
- Pfarrkirche St. Margareten ob Weidisch
- Filialkirche St. Thomas in Niederdörfl, urkundlich erstmals 1430 erwähnt und 1757 neu erbaut, mit einem Kreuzweg mit Inschriften in der altertümlichen Bohoričica-Schrift.[10]
- Wallfahrtskirche hl. Anna. Die Annakapelle auf der Matzen in 1535 m Seehöhe ist nur zu Fuß erreichbar; Ausgangspunkt Sankt Margareten, Hintergupf.
- Gletscherschliff am Gupf
- Geologischer Rundwanderweg auf der Matzen/Hintergupf
- Science Center „Expi“ in Gotschuchen

### Sport
Der im Jahr 1964 gegründete SV St. Margareten unterhält die Sektionen Fußball, Eisschützen, Eishockey und Tennis.

### Regelmäßige Veranstaltungen
- Fisolenfest / praznik fižola, alljährlich im Herbst.[11]

## Wirtschaft und Infrastruktur
Traditionell land- und forstwirtschaftlich geprägt, hat sich die Gemeinde aufgrund ihrer verkehrsgeographischen Randlage in den letzten Jahrzehnten zu einer Auspendlergemeinde nach Ferlach und Klagenfurt entwickelt.
Zu einem Standbein der Gemeinde hat sich der Tourismus entwickelt. So zählt ein großer Campingplatz inmitten einer Aue genauso wie Gastwirtschaften und Zimmervermieter zu den infrastrukturellen Einrichtungen im Gemeindegebiet. In Gotschuchen stellen mehrere holzverarbeitende Betriebe Geschenkartikel her, eine Baufirma in Sankt Margareten sowie eine Großtischlerei in Oberdörfl sorgen für weitere Arbeitsplätze.
Durch das Gemeindegebiet verläuft die Rosental Straße (B 85).

## Politik

### Gemeinderat
| Der Gemeinderat von St. Margareten im Rosental hat 15 Mitglieder. \| Jahr \| SPÖ \| ÖVP \| FPÖ \| BZÖ \| VS/WG[A 1] \| EL \| Link \| \| --------------------------------------------------------------------------------------- \| --- \| --- \| --- \| --- \| ---------- \| -- \| ---- \| \| Gemeinderatswahl 1985 \| 8 \| 5 \| 1 \| - \| - \| 1 \| [12] \| \| Gemeinderatswahl 1991 \| 7 \| 4 \| 3 \| - \| - \| 1 \| [12] \| \| Gemeinderatswahl 1997 \| 8 \| 3 \| 3 \| - \| - \| 1 \| [13] \| \| Gemeinderatswahl 2003 \| 8 \| 4 \| 2 \| - \| - \| 1 \| [14] \| \| Gemeinderatswahl 2009 \| 7 \| 3 \| - \| 4 \| - \| 1 \| [15] \| \| Gemeinderatswahl 2015 \| 8 \| 5 \| 1 \| - \| 1 \| - \| [16] \| \| Gemeinderatswahl 2021 \| 8 \| 5 \| 1 \| - \| 1 \| - \| [17] \| \| Anmerkungen: 1. ↑ VS/GW ... Volilna skupnost Šmarjeta / Wahlgemeinschaft St. Margareten \| \| \| \| \| \| \| \| | Hier fehlt eine Grafik, die leider im Moment aus technischen Gründen nicht angezeigt werden kann. Wir arbeiten daran! |     |     |     |       |    |        |
| Jahr | SPÖ | ÖVP | FPÖ | BZÖ | VS/WG | EL | Link   |
| Gemeinderatswahl 1985 | 8 | 5   | 1   | -   | -     | 1  | [ 12 ] |
| Gemeinderatswahl 1991 | 7 | 4   | 3   | -   | -     | 1  | [ 12 ] |
| Gemeinderatswahl 1997 | 8 | 3   | 3   | -   | -     | 1  | [ 13 ] |
| Gemeinderatswahl 2003 | 8 | 4   | 2   | -   | -     | 1  | [ 14 ] |
| Gemeinderatswahl 2009 | 7 | 3   | -   | 4   | -     | 1  | [ 15 ] |
| Gemeinderatswahl 2015 | 8 | 5   | 1   | -   | 1     | -  | [ 16 ] |
| Gemeinderatswahl 2021 | 8 | 5   | 1   | -   | 1     | -  | [ 17 ] |
| Anmerkungen: 1. | |     |     |     |       |    |        |

Bürgermeister ist Helmut Ogris (SPÖ).

### Wappen
Die amtliche Blasonierung des Gemeindewappens lautet: „Von Gold zu Rot gespalten, vorne ein roter aufgerichteter Drache mit linksgewendetem Kopf und schwarzem Halsband an abgerissener Kette, hinten ein goldener Schaber über einem goldenen Holzschaff.“
Der Drachen mit Kette im vorderen Teil des Wappens ist das Attribut der Pfarrpatronin, der heiligen Margareta von Antiochia. Die hintere Seite zeigt im oberen Teil ein typisches Arbeitsgerät des Fassbinders, einen Schaber (Ziehmesser). Auch das Wasserschaff mit zwei Griffen darunter spielt auf den traditionellen und ortstypischen, aber fast ausgestorbenen Handwerksberuf an.
Wappen und Fahne wurden der Gemeinde am 29. August 1989 verliehen. Die Fahne ist Gelb-Rot mit eingearbeitetem Wappen.

## Persönlichkeiten

### Söhne und Töchter der Gemeinde
- Karl Matthäus Woschitz (* 1937), Theologe
- Marija Jurić Pahor (* 1956), Soziologin

### Mit der Gemeinde verbundene Persönlichkeiten
- Sigisbert Dolinschek (* 1954), Politiker (BZÖ, zuvor FPÖ)